# Christian Gotthold Hauffe
Christian Gotthold Hauffe (geboren 1725 in Mittweida; gestorben im März 1799 in Nürnberg) war ein deutscher Buchhändler, Verleger und Romanautor.

## Leben
Hauffe war der Sohn eines sächsischen Akziseeinnehmers. Er machte eine Buchhandelslehre und arbeitete dann mehrere Jahre lang als Buchhalter in der Monathischen Buchhandlung in Nürnberg.
Ab Beginn der 1770er Jahre erscheint er dort als Verleger, Buchhändler und Auktionator. Er verlegte Romane, Erbauungsschriften und Übersetzungen aus dem Französischen, gab Auktions- und Sortimentskataloge heraus sowie das literarische Intelligenzblatt Gemeinnützige Anzeigen neuer Bücher für alle Gattungen der Leser mit kurzen Anmerkungen nebst literarischen Nachrichten […] besonders in Absicht Frankens (1776).
1786 ging die Firma jedoch Bankrott, worauf Hauffe sich in Fürth niederließ, wo er weiter Buchhandel betrieb, schließlich kehrte er aber nach Nürnberg zurück, wo er 1799 verstarb.
In seinen eher trivialen, offenbar schnell geschriebenen Romanen folgt Hauffe teilweise dem Rezept, erfolgreiche Gattungen wie den galanten Roman (Merkwürdige Begebenheiten einiger Kaufmannsbedienten 1769) oder die Robinsonade (Bewunderungswürdige Begebenheiten eines Uhrmachers 1770) ins bürgerliche Milieu zu übertragen.

## Werke
- Merkwürdige und außerordentliche Begebenheiten einer Kosakischen Standesperson. Regensburg 1766. 2. Aufl. 1780, Digitalisat.
- Der moralische Bärführer. Oder merkwürdiges Leben und Reisen Peter Langfurths : nebst Begebenheiten anderer Reisenden so mit ihm auf einer unbewohnten Insul lange Zeit zugebracht haben. Blankenburg 1768, Digitalisat.
- Paßetems bey langen Winterabenden in angenehmen und zeitverkürzenden Geschichten. 2 Bde. Blankenburg 1768.
  - Erster Theil. Nirgends närrischer als in der Welt dennoch aber Nichts von Ohngefähr dieses beweist die Geschichte eines Fürstl. Amst-Rathes zu ***. Digitalisat.
  - Zweyter Theil. Das blinde Glück oder Etwas von Ohngefähr in denen ganz besonderen Vorfällen eines adelichen Hofmeisters und seiner Herrschaft : nebst den Begebenheiten seiner zwey Schwestern von ihm selbst entworfen und ausgefertiget. Digitalisat.
- Merkwürdige Begebenheiten einiger Kaufmannsbedienten. Regensburg 1769.
- Die verkehrte Welt welche anders spricht, wie sie denkt und anders denkt, wie sie spricht, in dem Leben eines Jünglings, aus eigener Erfahrung herausgegeben. Frankfurt am Main & Leipzig 1769, Digitalisat.
- Die wunderbaren Begebenheiten eines Britten, oder der betrügliche Schein vieler Weltbürgerinnen und süßer Herren. Regensburg 1769, Digitalisat.
- Bewunderungswürdige Begebenheiten eines Uhrmachers. Regensburg 1770.
- Seltsame Begebenheiten eines Hirtenbuben. Regensburg 1772.
- Leben und merkwürdige Begebenheiten einer adelichen Pachterstochter, welche nach verschiedenen überstandenen Glücks- und Unglücksfällen zu Wasser und zu Lande, mit vielen Schätzen bereichert, wiederum in London angelanget, von Ihr selbst beschrieben . Regensburg 1776, Digitalisat.
- Die glückliche Verwandelung oder Begebenheit der aus einem alten und abgelebten Einsiedler natürlich verwandelten jungen Einsiedlerin, nebst der Geschichte ihrer Freundin. Regensburg 1778, Digitalisat.
- Meine Reisen zu Fuß, oder Beobachtungen über menschliche Schwachheiten. Frankfurt am Main & Leipzig 1789, Digitalisat.